# ФК БМР Петловача
ФК Петловача је фудбалски клуб, основан 3. јуна 1929. године, из места Петловача, код Шапца. Екипа се такмичи у Oпштинској лиги Шабац група Мачва. Боја клуба је зелено-бела.

## Историја
Клуб се до 2011. године звао ФК "Петловача", да би у сезони 2011.- 2012. име променио у ФК „ Слога,, Петловача. У сезони 2012.-2013. мења име у ФК "БМР Петловача“.